# Daniela Schumann
Daniela Schumann (* 8. April 1983 in Kiel) ist eine ehemalige deutsche Squashspielerin.

## Karriere
Daniela Schumann spielte von 2002 bis Januar 2008 auf der WSA World Tour. Ihre höchste Platzierung in der Weltrangliste erreichte sie mit Position 64 im August 2006.
Mit der deutschen Nationalmannschaft nahm sie 2006 an der Weltmeisterschaft teil. Von 2005 bis 2007 stand sie dreimal in Folge im Kader bei Europameisterschaften. 2005 vertrat sie Deutschland bei den World Games, bei denen sie in der ersten Runde gegen Omneya Abdel Kawy ausschied. Im selben Jahr wurde sie nach einer Finalniederlage gegen Karin Berière Deutsche Vizemeisterin. Im Einzel erreichte sie 2006 bei der Europameisterschaft das Achtelfinale, im Jahr darauf scheiterte sie in der ersten Runde. 

## Erfolge
- Deutsche Vizemeisterin: 2005